# Compactor
A Cia. de Canetas Compactor ou somente Compactor, é uma empresa brasileira fabricante do ramo de artigos de papelaria e escritório. Sua sede esta localizada em Nova Iguaçu, estado do Rio de Janeiro e possui filiais e representantes em outros estados. A empresa foi fundada nos anos 1950 por imigrantes recém-chegados da Alemanha.

## História
A história da empresa começa muito antes de sua fundação. Como a espinha dorsal da Cia. de Canetas Compactor está na família alemã Buschle. Para compreender o processo de instalação da Cia. de Canetas Compactor no Brasil é de suma importância registrar as motivações da transmigração da família da Alemanha para o Brasil, e porque se deu essa mudança. O marco zero da Compactor pode ser encontrado na Alemanha, em 1933.

### O começo na Alemanha
Em meio a mais uma crise econômica alemã, depois de ser despedido, Paul Buschle decide que não quer mais trabalhar para os outros, quer ser dono de sua própria empresa. Abre então negócio de conserto de canetas-tinteiro em Wuppertal.
Em 1934 inventa e desenvolve o primeiro protótipo da caneta-tinteiro Meteor 4 Kubik (que absorvia 4cm³ de tinta). Produziu então uma primeira série de testes de 50 destas canetas-tinteiro. O primeiro comerciante a comprá-la ficou encantado e otimista com o produto, o qual, no entanto, ainda não estava perfeito. Quatro cm³ de tinta não resistiam às variações de temperatura e pressão. Vazavam muito. Era preciso aperfeiçoar a caneta. Até 1938 muitas melhorias foram feitas na "Meteor", até que não vazasse mais. Em 1939, Paul Buschle registra sua primeira patente e já inicia a produção em escala da Meteor 4 Kubik, são produzidas cerca de 1000 canetas por mês. 

### Segunda Guerra Mundial
A Segunda Guerra Mundial tem início e em 1940 Paul Buschle é convocado a servir ao exército alemão. Sua esposa Gretel fica à frente do negócio e dá continuidade à produção. Três anos depois, em Junho de 1943, a pequena fábrica é totalmente destruída em dois grandes ataques aéreos e grande parte do maquinário é destruído. A  linha de produção muda-se para Furtwangen. Com o encerramento da Segunda Guerra em 1945, Paul Buschle volta para casa com o objetivo de reconstruir sua oficina em Wuppertal.  No entanto, com a economia alemã paralisada devido aos estragos da guerra, o plano não segue adiante e Paul passa a consertar canetas defeituosas com o irmão mais novo Erich Buschle .  
Nesta época, Paul Buschle  tenta registrar a marcar "Meteor"  e descobre que essa já estava registrada por terceiros. Procurando  por outra marca que distingua suas canetas-tinteiro,  escolhe uma combinação de duas palavras aleatórias: compact (firme) + or (ouro), formando a marca Compactor.

### Fundação da Compaktor Fullhalterfabrik
Apesar da crise do pós-guerra, os irmãos Buschle conseguiram reconstruir a fábrica, porém, como não havia matéria-prima devido ao estado debilitado da economia alemã, os Buschle seguiram consertando canetas. A situação mudou quando em 1947 foi implementado o Plano Marshall e foi fundada a Compaktor Fullhalterfabrik. 

### Exportação para o Brasil
O primeiro contato que desencadeou a instalação da Compactor no Brasil foi quando Paul Bluhm, dono da Editora Ao Livro Técnico no Rio de Janeiro, esteve em Frankfurt e, por meio do Balzar, da "Grande Papelaria Klippel" conheceu a caneta Compaktor. No ano de 1952 a fábrica Compaktor Fullhalterfabrik  já estava em pleno funcionamento. A partir de uma visita do filho de Paul Bluhm, Reynaldo, são feitas as primeiras encomendas  de canetas-tinteiro para o mercado brasileiro.
No entanto, havia muitas barreiras tarifárias para exportação de produtos para o Brasil na época. O sucesso da caneta e as oportunidades que surgiram com o processo de industrialização brasileiro despertaram em Reynaldo Bluhm a ideia de construir uma fábrica de canetas no Brasil. 

### Fundação da Cia. de Canetas Compactor
Logo Paul Buschle e Reynaldo Bluhm decidem abrir uma empresa no Brasil para fugir dos problemas aduaneiros. Em 1953, Paul envia para o Rio de Janeiro seu irmão Erich Buschle e em 1954, foi registrada em cartório a fundação da Cia. de Canetas Compactor. 
A sociedade foi formada por Paul Buschle, Reynaldo Bluhm, Adolfo Nieckele e Walter Aquino Castro, porém, quem representou a família Buschle na direção executiva da fábrica foi o irmão mais novo Erich Buschle.  

## Instalação da sede em Nova Iguaçu
Com o colapso da cultura de laranja no antigo Estado do Rio de Janeiro, extensas áreas da Baixada Fluminense à beira da recém-construída Rodovia Presidente Dutra foram transformados em lotes industriais. Os municípios da Baixada Fluminense adotaram então políticas de isenções fiscais a fim de atrair indústrias para substituir as perdas tributárias. Erich Buschle aproveitou tais incentivos fiscais para comprar um terreno  em Nova Iguaçu, onde  a nova fábrica de canetas foi estabelecida em Julho de 1954. Em seguida, houve todo o processo de importação do maquinário necessário. Enquanto as instalações do parque industrial eram construídas,o escritório executivo durante o primeiro ano da Cia. de Canetas Compactor, funcionou no escritório da Ao Livro Técnico, localizado na Avenida Rio Branco, no Centro do Rio de Janeiro.   
Nos primeiros anos de atividade, foram enviados alguns técnicos alemães  reconhecidos como “jovens talentos” para treinar os operários recém contratados.  A força de trabalho era composta de maneira igualitária. Segundo palavras do primeiro Diretor Executivo,  Erich Buschle: "A fila era enorme, eu ia escolhendo: um homem e uma mulher, um negro e um branco e assim sucessivamente”. Em 1955, com a parque fabril construído e com o quadro de funcionários composto, a Cia. de Canetas Compactor dá início às suas atividades industriais.  
Inicialmente, a Alemanha, através da da Compaktor alemã, de Pau Buschle, enviava a matéria-prima (penas, bombas e o material plástico para injetar), ferramentas, máquinas e técnicos e o Brasil produzia e vendia as canetas.  A medida em que ia se desenvolvendo, a Compactor passou a fabricar todos os componentes necessários para a montagem da caneta e não mais dependia de sua célula máter. 

## Desenvolvimento
A Compactor beneficiou-se das políticas econômicas do governo Juscelino Kubitschek  com o objetivo de estabelecer uma economia industrial madura no Brasil. O desenvolvimento da Cia. de Canetas Compactor foi consideravelmente rápido,  em paralelo com o desenvolvimento industrial do Brasil no final da década de 50. Em 1958, sendo a principal produtora de canetas do Brasil, a Cia. de Canetas Compactor ficou com sua produção insuficiente para atender as encomendas que recebia.  
Ao completar 5 anos de existência, em 1960, a produção da Compactor do Brasil já superava em muito, a produção da Compaktor alemã. 
Na década de 1960, a companhia estende seu mercado a todo o território nacional e passa a figurar dentre as maiores produtoras  Brasileiras do setor, concorrendo diretamente com a Parker e a Sheaffer. Em em 1984,  Dieter Buschle, então diretor técnico, criou o produto que colocou definitivamente a Cia. de Canetas Compactor entre uma das principais produtoras de canetas até os dias de hoje: a caneta esferográfica Compactor 0.7 transformando-a, desde então,  em uma das principais indústrias do país e uma das líderes do segmento no  Mercosul.
No início de 1991, a Cia. de Canetas Compactor traz para o Brasil a caneta alemã Lamy. Além desse fato, a Compactor firmou uma parceria com outra produtora de canetas alemã, a Schneider, que consiste em distribuir no Brasil os produtos da marca alemã, produzir algumas unidades na fábrica em Nova Iguaçu e exportá-las para a América Latina e em troca a empresa européia comercializa e assina em parceria alguns produtos da Compactor na Alemanha.   
Atualmente, a Cia. de canetas Compactor atua principalmente no segmento de  canetas esferográficas, lapiseiras, canetas hidrográficas, colas, marcadores, fineliners, porta-caneta, canetas-tinteiro, recargas, compassos, etc. Além de ser a responsável pela fabricação da tradicional cola Polar (“a cola do ursinho”), entre outros produtos conhecidos do grande público.  

## Falecimento dos fundadores
Paul Buschle faleceu na Alemanha em 1968. A Compaktor Fullhalterfabrik não consegui seguir sem ele e encerrou suas atividades em 1970. Com o fechamento da fábrica alemã, o filho de Paul, Dieter Buschle muda-se para o Brasil e passa a trabalhar na Cia. de Canetas Compactor como engenheiro chefe da oficina mecânica. Dieter Buschle herdara a genialidade do pai, e inventou e patenteou algumas canetas e lapiseiras , rapidamente o sobrinho de Erich Buschle se transforma em Diretor Técnico da companhia.
Erich Buschle faleceu aos noventa anos de idade em Nova Iguaçu em 20 de agosto de 2015. Além da atividade empresarial, o empresário desenvolveu intenso trabalho social nas comunidades ao redor da fábrica, no bairro Jardim Iguaçu. Ajudou a fundar  o Espaço Maltezer e mantinha também a Casa do Menor São Miguel Arcanjo, com a ajuda de uma paróquia na Alemanha. 
Foi pioneiro no fornecimento de assistência médica e orientação profissional, e dos cursos de aprendizado para força de trabalho no Brasil. Criou a Escola Canetas Compactor, a Associação Atlética dos funcionários, implementou uma creche em sua fábrica e construiu conjuntos habitacionais para seus empregados.

## Aquisição minoritária pela Edding
Em dezembro de 2014, a companhia alemã "PJ Edding International" comprou 26,2% da Cia. de Canetas Compactor de Dieter Buschle. A nova sócia, também produtora de canetas e marca textos, com capital aberto no seu país de origem, passou a pedir maior detalhamento dos dados financeiros para os três filhos e herdeiros diretos de Erich Buschle, que já estava afastado dos negócios, falecido em agosto de 2015.

## Litígio societário
Os demais sócios da compactor não se sensibilizaram aos apelos da PJ Edding International e se recusaram  a passar os dados da companhia, a qual, segundo afirma a Edding  não teria prática de governança corporativa.A partir deste incidente  iniciou-se um litígio judicial entre acionistas majoritários e minoritários. Os diversos processos correm no foro Nova Iguaçu. Os herdeiros de Erich Buschle contra-argumentam a PJ Edding International e afirmam que há dados confidenciais no balanço da Compactor que seriam estratégicos e que só não foram passados à  sócia minoritária por uma questão concorrencial, pois a Edding atuaria no mesmo segmento de mercado que a Compactor. Os processos não estão sob sigilo.  Em 2015, o faturamento da companhia foi de R$ 69,3 milhões. Em 2015, a empresa registrou prejuízo líquido de R$ 1,02 milhão. 

## Operação tinta seca
Em função do litigio societário mencionado no item anterior, A Delegacia de Defraudações (DDEF) da Polícia Civil do Estado do Rio de Janeiro começou a investigar supostas  fraudes na divulgação da situação econômica-financeira da Companhia de Canetas Compactor, durante o processo de venda de cotas sociais da empresa. A investigação foi batizada como "Operação Tinta Seca".   
Em janeiro de 2018 cinco mandados de busca e apreensão, expedidos pelo juiz da 2ª Vara Criminal de Nova Iguaçu. foram cumpridos pela Polícia Civil. Foram apreendidos documentos na sede da indústria, na Baixada Fluminense, e na casa de quatro diretores da empresa: Susanna Buschle Romariz, presidente da Compactor, Erich Paulo Buschle, também cônsul da Áustria para o Rio de Janeiro, Estefanie Hermine Buschle e Alberto da Piedade Ribeiro. 
Uma análise contábil realizada pelo Ministério Público do Estado do Rio de Janeiro concluiu que houve irregularidades nos demonstrativos financeiros do exercício encerrado 2014, tais como: postergações de despesas  para o ano seguinte e reavaliação de bens do ativo imobilizado posterior ao período permitido pela legislação. A Polícia apura se houve dolo na inserção de informações econômicas falsas nos balanços e na ocultação fraudulenta de fatos relativos às condições financeiras da Compactor .

## Produtos
| - Caneta 0.7 - Caneta Top 2000 - Caneta Twist - Caneta hidrocor Neo-Pen - Lapiseiras Aluno e Técnico - Lapiseira Ginasium - Cola Polar - Brilho Cola - Porta-caneta Porta Pen - Creative Marker - Caneta Slider | - Caneta esferográfica Jet Lux - Apagador KitMaxx - Normógrafo - Compasso Compactor - Compasso Jolly Compactor - Caneta para vidros Window Marker - Caneta Roller Xtra - Caneta marca-texto Brilhante - Caneta plástica para balcão - Caneta-tinteiro |